# キュリー (小惑星)
キュリー (7000 Curie) は小惑星帯に位置する小惑星である。フェルナン・リゴーがベルギーのイクルで発見した。
フランス系ポーランド人の物理学者マリ・キュリーに因んで命名された。